# Szefostwo Służby Hydrometeorologicznej Sił Zbrojnych Rzeczypospolitej Polskiej
Szefostwo Służby Hydrometeorologicznej Sił Zbrojnych Rzeczypospolitej Polskiej (SSH SZ RP) – jednostka organizacyjna wojska stanowiąca ogniwo wykonawcze służby hydrometeorologicznej Sił Zbrojnych RP, podległa Dowództwu Generalnemu Rodzajów Sił Zbrojnych, której Szef nadzorowany jest przez Dowódcę Generalnego Rodzajów Sił Zbrojnych.

## Zadania
Głównym zadaniem Szefostwa jest zbieranie, gromadzenie i przetwarzanie w czasie rzeczywistym danych hydrometeorologicznych z całego świata w celu zapewnienia bezpiecznych startów i lądowań statków powietrznych w dowolnym obszarze świata; zabezpieczenie hydrometeorologiczne Sił Zbrojnych w kraju, oraz żołnierzy pełniących służbę poza jego granicami.
Służba meteorologiczna SP stanowi integralną część służb meteorologiczno-oceanograficznych (METOC) NATO.
Od marca 2003 SSH SZ wraz z trzema innymi wojskowymi ośrodkami prognoz:
- USAFE Operational Weather Squadron w Sembach, Niemcy;
- RNLAF Meteorological Group w Woensdrecht, Holandia;
- Fleet Weather and Oceanographic Centre w Northwood, Wielka Brytania

pełni rolę Regionalnego Centrum Meteorologicznego AFNORTH, którego zadaniem jest między innymi zapewnienie osłony meteorologicznej sił NATO operujących w rejonie odpowiedzialności AFNORTH – GMGO (German Military Geophysical Office) w Traben-Trarbach, w Niemczech.

## Struktura
- kierownictwo;
- pion ochrony informacji niejawnych;
- oddział zabezpieczenia hydrometeorologicznego;
  - wydział analiz hydrologicznych i klimatologicznych;
  - wydział zabezpieczenia;
- wydział ogólny;
- wydział szkolenia;
- wydział zabezpieczenia informatycznego;
- wydział modernizacji i rozwoju technicznego;
- wydział zabezpieczenia technicznego.

## Historia
- 1945 – powstało Biuro Meteorologiczne Dowództwa Lotnictwa (BM DL) w Pruszkowie.
- styczeń 1947 BM DL przeniesiono do przedwojennego budynku Dowództwa Marynarki Wojennej w Warszawie.
- kwiecień 1952 powstaje Sekcja Meteorologiczna Stanowiska Dowodzenia Lotnictwa Myśliwskiego (SM SD LM)
- 1953 Biuro przekształcone zostaje w Sekcję Synoptyczną Wydziału Meteorologicznego DWL (SS WM DWL)
- lipiec 1957 z połączenia Biuro Meteorologiczne Dowództwa Wojsk Lotniczych i Obrony Przeciwlotniczej Obszaru Kraju oraz SM SD LM powstaje Biuro Meteorologiczne Centralnego Stanowiska Dowodzenia Dowództwa Wojsk Lotniczych i Obrony Przeciwlotniczej Obszaru Kraju (BM CSD DWL i OPL OK) z siedzibą w Warszawie-Pyrach
- luty 1959 – z DWL i OPL OK wydziela się Dowództwo Wojsk Obrony Powietrznej Kraju (DW OPK), któremu podlegało Biuro Meteorologiczne[2].
- styczeń 1971 BM CSD zmienia nazwę na Centralne Biuro Hydrometeorologiczne (CBH)
- 1982 w CBH zainstalowano pierwsze dwa komputery MERA-60
- 1987 Biuro otrzymuje pierwsze komputery klasy IBM PC/XT
- 1 listopada 1999 na mocy rozkazu Szefa Sztabu Generalnego z dnia 9 sierpnia 1999 r. oraz rozkazu Dowódcy Wojsk Lotniczych i Obrony Powietrznej z dnia 23 sierpnia 1999 r. Centralne Biuro Hydrometeorologiczne zostało wydzielone z Centralnego Stanowiska Dowodzenia Wojsk Lotniczych i Obrony Powietrznej (CSD WLOP) i jako samodzielna jednostka wojskowa przyjmuje nazwę Centrum Meteorologii Wojsk Lotniczych i Obrony Powietrznej (CM WLOP). W jego skład włączone zostały:
  - Biuro Meteorologiczne Bydgoszcz
  - Biuro Meteorologiczne Dęblin
  - Biuro Meteorologiczne Wrocław
  - Lotniskowa Stacja Meteorologiczna (LSM) Okęcie
- 1 lipca 2004 ponowna zmiana nazwy na Centrum Meteorologii Sił Powietrznych (CM SP)
- W 2005 zlikwidowano BM Dęblin, a w 2006 zlikwidowano BM Wrocław – ich jego funkcje przejęło Centrum Meteorologii w Warszawie oraz Biuro Prognostyczne (BP) w Bydgoszczy.
- 1 stycznia 2007, w związku z dalszymi zmianami ponownie zmieniono nazwę Centrum na Centrum Hydrometeorologii Sił Zbrojnych Rzeczypospolitej Polskiej (CH SZ RP). Zlikwidowano BP Bydgoszcz, tworząc jednocześnie Biuro Meteorologiczne Mobilne (BMM) w Warszawie.
- 1 stycznia 2011 Centrum Hydrometeorologii Sił Zbrojnych Rzeczypospolitej Polskiej przeformowało się w Szefostwo Służby Hydrometeorologicznej Sił Zbrojnych Rzeczypospolitej Polskiej (SSH SZ RP).

## Dowódcy/komendanci/szefowie
- 1945 – kpt. I. Iwczenko
- 1946 – kpt. M. Goj
- 1948 – por. J. Misiak
- 1951 – A. Stawicki
- 1953 – A. Stasicki
- 1957 – mjr K. Górka
- 1971 – ppłk K. Górka
- 1988 – ppłk M. Ostrowski
- 1995 – ppłk R. Folaron
- 2003 – ppłk Sławomir Purwin (p.o.)
- 2004 – płk Andrzej Jaśkowiak
- 2007 – płk Leszek Kilanowski
- 2011 – płk Sławomir Mazurek
- 2020 - płk Maciej Betke
- 2024 - płk Andrzej Szerszeń